# 미추홀구의회
미추홀구의회는 인천광역시 미추홀구 지역을 관할하는 기초의회이다.